# Ентси пентс
Ентси Пентс је француска антифолк група са Кимојом Доусон као главним вокалом. Бенд је снимио двије пјесме за потребе филма Џуно. Издали су и свој албум 2006. године који носи назив групе - Ентси Пентс.